# Singer Bernát
Singer Bernát (Sátoraljaújhely, 1868. december 5. – Szabadka, 1916. június 21.) zsidó származású magyar hittudós, rabbi.

## Élete
1887 és 1893-ig volt a budapesti Rabbiképző növendéke. 1892-ben avatták bölcsészdoktorrá Budapesten, 1894-ben pedig rabbivá. Előbb nyolc évig Tapolcán lelkészkedett. 1902-től haláláig Szabadkán működött mint főrabbi. 

## Művei

### Folyóiratcikkei
Cikkei az Egyenlőségben, a Múlt és Jövőben, az Autonómiában, a Zsidó Szemlében, a Zemplén Vármegyében, a Bácskai Hirlapban, a Bácsmegyei Naplóban, a Tapolca és Vidékében jelentek meg. Munkatársa volt A zsidók egyetemes története című műnek.

### Önállóan megjelent művei
- Zephanja könyve. Ford. és magyarázta. Bölcsészetdoktori értekezés. Budapest, 1893 (Zofoniás proféta)
- Két beszéd a tapolczai izraelita imaházban. Tapolcza, 1896
- A cionizmus a hazafiság szempontjából. Okai, czéljai, ellenségei és ezeknek ellenvetései. Budapest, 1899 (az «Ungarisches Wochenblatt» különlenyomata)